# 1978 في رومانيا
فيما يلي قوائم الأحداث التي وقعت خلال عام 1978 في رومانيا.

## رياضة
- 15 يونيو – دوري الدرجة الأولى الروماني 1977–78 الفائز نادي ستيوا بوخارست.

## مواليد

### يناير
- 14 يناير – كوستي يونيتا مغني روماني.
- 17 يناير – يونوت مولدوفا لاعب كرة مضرب روماني.
- 18 يناير – بوغدان لوبونت لاعب كرة قدم روماني.
- 20 يناير – سيلفيو أولتينو ملاكم روماني.

### فبراير
- 21 فبراير – دوريل زاهاريا لاعب كرة قدم روماني.

### مارس
- 1 مارس – كريستيان يونسكو لاعب كرة قدم روماني.
- 14 مارس – كريستيان كونستانتين لاعب كرة قدم روماني.
- 27 مارس – جابرييل باراسشيف لاعب كرة قدم روماني.

### أبريل
- 1 أبريل – آناماريا مارينكا ممثلة رومانية.
- 9 أبريل – كريستينا شتال مبارزة بالسيف رومانية.

### مايو
- 11 مايو – كونستانتين روميو ستانكو لاعب كرة قدم روماني.
- 21 مايو – أدريانا بارنا لاعبة كرة مضرب ألمانية.

### يونيو
- 6 يونيو – دانيال مونتيانو لاعب كرة قدم روماني.
- 9 يونيو – أدريان دياكونو ملاكم روماني.
- 9 يونيو – كريستيان بانين لاعب كرة قدم روماني.
- 26 يونيو – دانيال كونستانتين سياسي روماني.

### يوليو
- 5 يوليو – جورجي لونجو ملاكم روماني.
- 31 يوليو – ماريوس بوبا لاعب كرة قدم روماني.

### أغسطس
- 22 أغسطس – كلوديو ريسكو ملاكم روماني.
- 28 أغسطس – دانيال ستان لاعب كرة قدم روماني.

### سبتمبر
- 3 سبتمبر – كارمن أماري لاعبة كرة يد رومانية.

### أكتوبر
- 8 أكتوبر – ماريوس إيورداتش لاعب كرة قدم روماني.
- 12 أكتوبر – ألينا بوبا

### نوفمبر
- 12 نوفمبر – ألكسندرا ماريا لارا ممثلة ألمانية.
- 21 نوفمبر – سيرجيو كوستين لاعب كرة قدم روماني.
- 30 نوفمبر – ماريوس صاوه لاعب كرة قدم روماني.

### ديسمبر
- 15 ديسمبر – دوريل ستويكا لاعب كرة قدم روماني.
- 25 ديسمبر – باولا سيلينج مغنية رومانية.

## وفيات

### يناير
- 28 يناير – أرنولد هوزر (مواليد 1892) مؤرخ فن مجري.

### مايو
- 22 مايو – جورجي زين (مواليد 1897)

### أكتوبر
- 2 أكتوبر – ستيفان فروليش (مواليد 1889) ضابط ألماني.

### ديسمبر
- 4 ديسمبر – دوميترو دان (مواليد 1889)